# Socha svatého Jana Nepomuckého (Chrast)
Pískovcová socha svatého Jana Nepomuckého od neznámého umělce z roku 1841 nalézá  u ohradní zdi mezi zámkem a farou (děkanstvím) na Náměstí v městě Chrast v okrese Chrudim.  Socha je od 24. ledna 1964 chráněna jako nemovitá kulturní památka ČR.

## Popis
Pískovcová socha svatého Jana Nepomuckého stojí v ozdobné kovové mříži u ohradní zdi mezi zámkem a farou (děkanstvím).
Uprostřed ozdobné kovové mříže stojí na třech pískovcových stupních nízký hranolový, nahoře profilováním okosený podstavec. Čelní stranu podstavce zdobí dva vyhloubené rámečky s rohy okosenými obloučkem. 
Na podstavci stojí užší pilíř s boky ozdobenými volutami a zakončený nahoře profilovanou římsou. Na čelní straně pilíře je vyhlouben rámeček s rohy okosenými obloučkem. V rámečku je vytesán nápis: „Blahoslaven kdož nezhřešil jazykem svým (Sirach - 25, kap.) - svatý Jene Nepomucký oroduj za nás.“ Na zadní straně pilíře je vytesán nápis „Renovatum 1841, 1877", pod tím : Tato socha byla přenesena a opravena L.P. 1883“.
Na římse stojí na nízkém profilovaném podstavci socha světce v životní velikosti se sepjatýma rukama oděného v tradičním kanovnickém rouchu s biretem na hlavě obklopené svatozáří z pěti hvězd. U nohou světce stojí andílek držící kříž s korpusem Krista, ke kterému světec shlíží dolů.
Socha prošla v roce 1996 celkovým restaurováním.

## Galerie

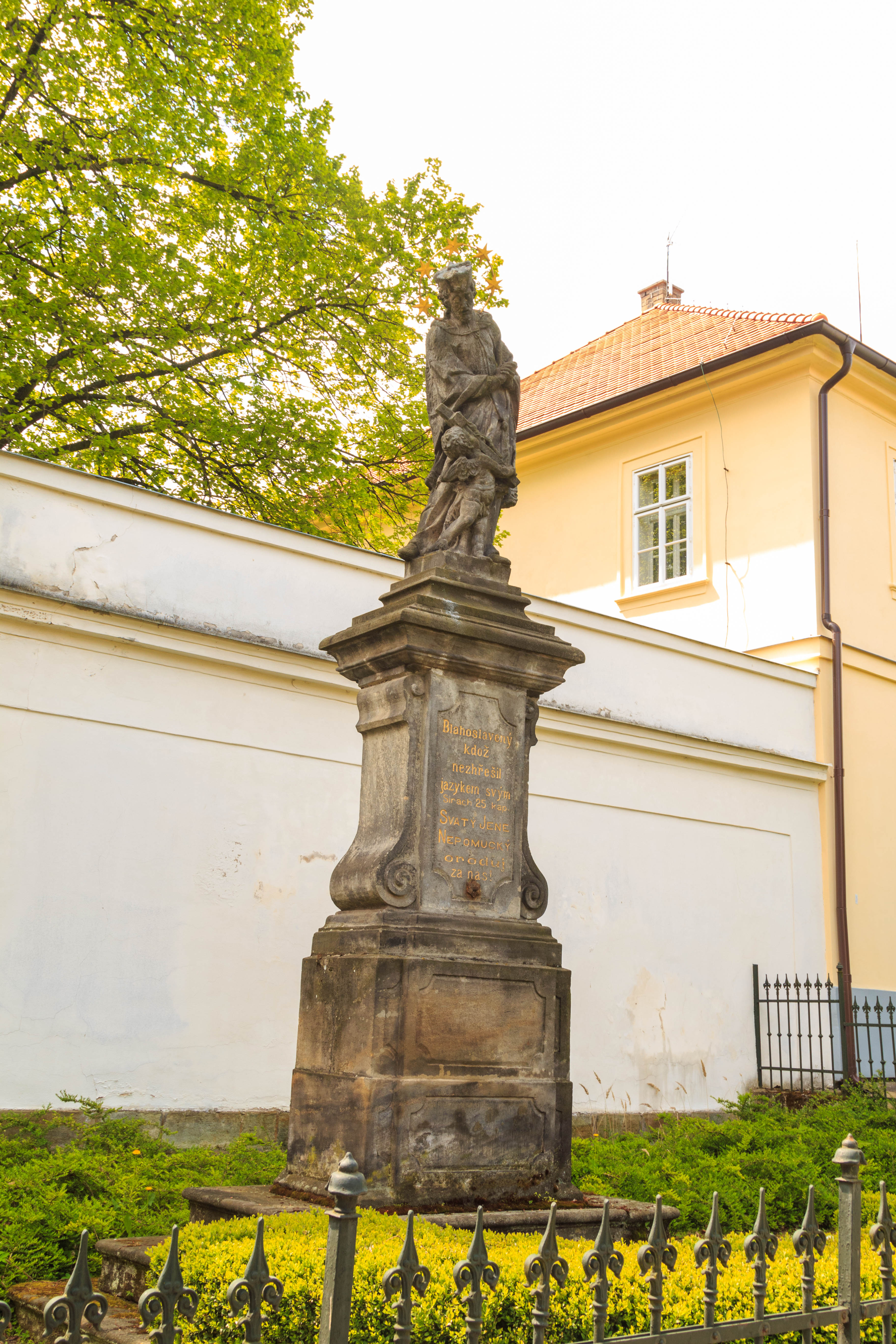
Socha svatého Jana Nepomuckého v Chrasti stav v roce 2016
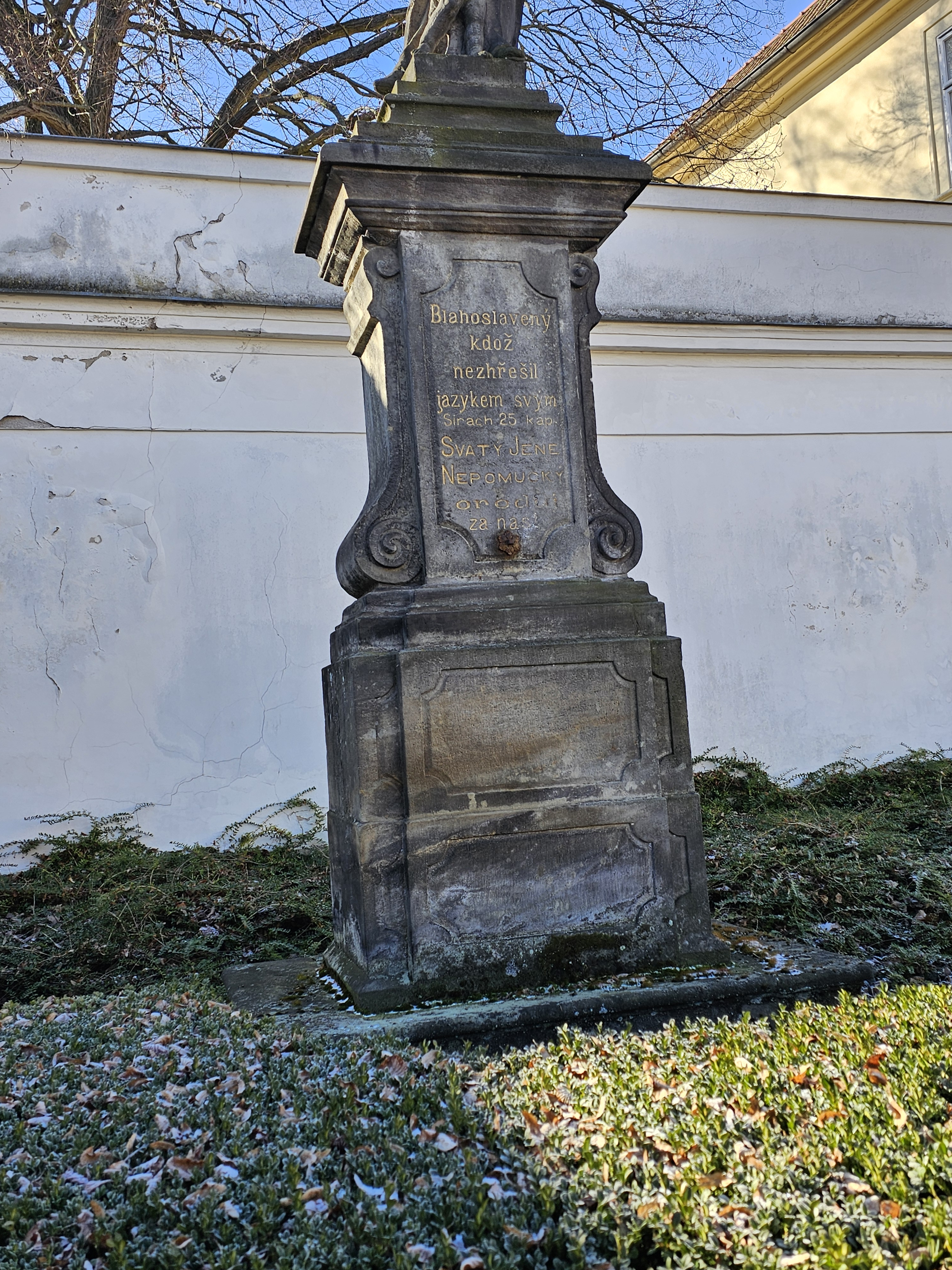
podstavec Sochy svatého Jana Nepomuckého v Chrasti - stav v roce 2025
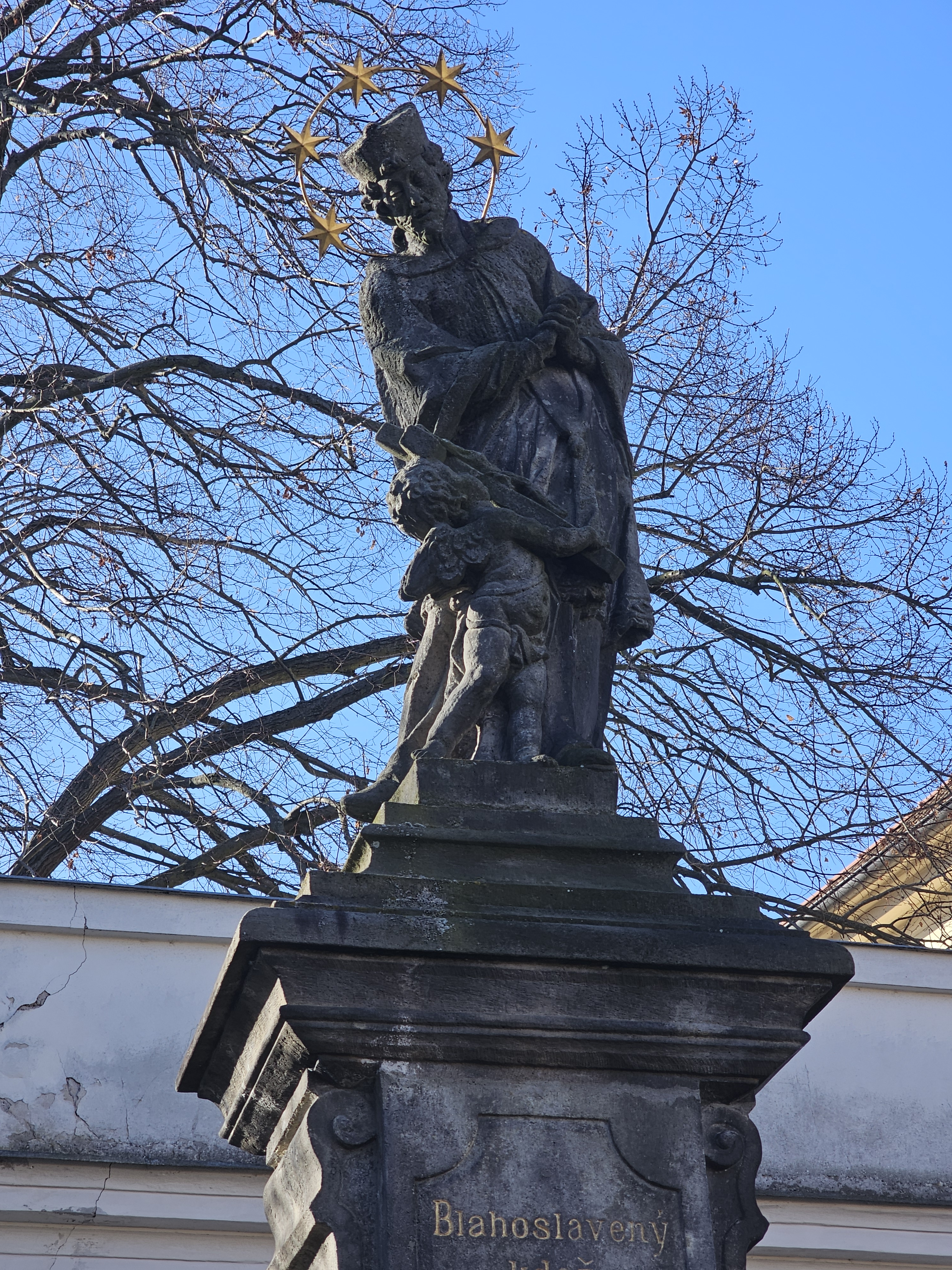
Socha svatého Jana Nepomuckého v Chrasti - stav v roce 2025